# Namibia na Mistrzostwach Świata w Lekkoatletyce 2022
Namibia na Mistrzostwach Świata w Lekkoatletyce 2022 – reprezentacja Namibii podczas mistrzostw świata w Eugene liczyła 1 zawodniczkę, która nie zdobyła żadnego medalu.

## Skład reprezentacji

### Kobiety
| Zawodniczka        | Konkurencja   | Eliminacje   | Eliminacje | Półfinał | Półfinał | Finał | Finał   | Źródło      |
| Zawodniczka        | Konkurencja   | Wynik        | Pozycja    | Wynik    | Pozycja  | Wynik | Pozycja | Źródło      |
| ------------------ | ------------- | ------------ | ---------- | -------- | -------- | ----- | ------- | ----------- |
| Beatrice Masilingi | bieg na 200 m | 22,27 (,269) | 6. Q       | 24,78    | 24.      | NQ    | NQ      | [ 1 ] [ 2 ] |